# Samsung Galaxy Tab 7.0 Plus
Samsung Galaxy Tab 7.0 Plus (GT-P6200[L]) là máy tính bảng chạy Android sản xuất bởi Samsung, giới thiệu vào tháng 10 năm 2011.
Nó thuộc thế hệ trung cấp đầu tiên của dòng Samsung Galaxy Tab, nó bao gồm bản 10.1", 8.9", 7.0" và 7.7".
Samsung Galaxy Tab 7.0 Plus dường như nhận được nhiều cập nhật từ Samsung hơn cả người tiền nhiệm của nó Samsung Galaxy Tab 7.0.